# France Rotar
France Rotar (* 25. März 1933 in Ljubljana, Slowenien; † 22. April 2001) war ein slowenischer Bildhauer.

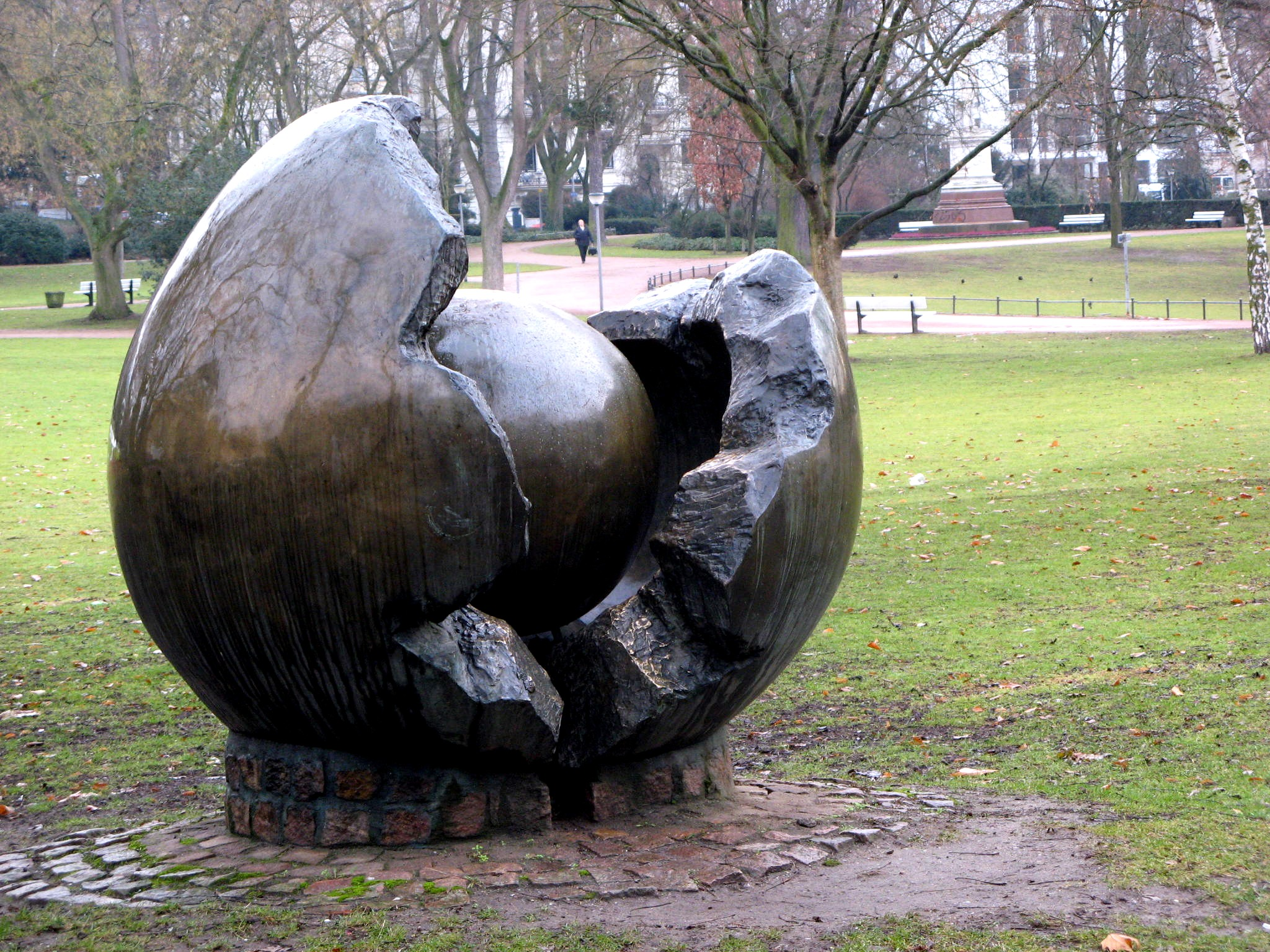
Skulptur Leben am Warmen Damm, Wiesbaden

## Werdegang
Rotar studierte Bildhauerei an der Kunstakademie Ljubljana bei Professor Zdenko Kalin und legte 1959 die Abschlussprüfung ab. Er arbeitete als freischaffender Künstler und lebte in den Jahren zwischen 1981 und 1992 in Verona in Italien. Anschließend übernahm er 1992 an der Akademie der schönen Künste und Design (ALU) in Ljubljana eine außerordentliche Professur, die im Jahr 1997 in eine ordentliche Professur umgewandelt wurde.
Rotar schuf Skulpturen in Stein und Bronze.

## Stil
Rotars bevorzugte Form war die Kugel, oft als 'aufreißende Kugel' ausgeführt. Im Sinn der Informellen Kunst orientierte sich Rotar an der Idee des voraussetzungslosen Neustarts bildender Kunst frei von einer überholten Formensprache.  In der deutschen Partnerstadt Ljubljanas Wiesbaden steht das 1981 aufgestellte Werk Leben im Skulpturenpark am Warmen Damm.

## Auszeichnungen
- 1971: Prešeren-Preis, benannt nach dem slowenischen Dichter France Prešeren, die höchste nationale Auszeichnung für Kultur des Staates Slowenien
- 1980: Župančičeva-Preis der Landeshauptstadt Ljubljana
- 1988: Jakopič-Preis der Akademie der schönen Künste und Design in Ljubljana